# Paula Hernández
Pour les articles homonymes, voir Hernández.
Paula Hernández née le 16 octobre 1969, est une scénariste et réalisatrice argentine.

## Biographie
Paula Hernández étudie les sciences de la communication et le théâtre. En 1991, elle est sur le tournage de Naked Tango, de Leonard Schrader (en) en tant que traductrice. Le film est produit par Maria Luisa Bemberg et Lita Stantic, fondatrice du festival La mujer y del cine. Ensuite, elle travaille dans la production. Elle réalise ses premiers courts métrages et son premier long métrage en 2001.
En novembre 2019, elle réalise son cinquième long métrage,  Los Son'mbulos,
En 2023, elle adapte le roman El viento que arrasa de Selva Almada, publié en 2012. Il s'agit d'un road-movie. Leni est contrainte de suivre son père à travers le pays pour ses prêches, jusqu'au jour où la voiture tombe en panne. Le film a été tourné en Uruguay.
En 2020, elle réalise Las Siamesas. Il s'agit d'un film sur les relations entre une mère et une fille. Ce film est sélectionné pour représenter l'Argentine aux Oscars.
Dans Los sonámbulos, El viento que arrasa et Las siamesas, Paula Hernández questionne l'univers familial patriarcal, la filiation, le couple dans une perspective féministe.

## Films
- Rojo, 1992, court métrage
- Kilómetro 22, 1995, court métrage
- Herencia, 90 min, 2001
- Familia Lugones, 2007
- Doce clavos, 2017
- Lluvia, 110min, 2008
- Malasangre, 2010
- Un amor, 2011
- Les Somnambules (Los sonámbulos), 107 min, 2019
- Las siamesas, 80 min, 2020
- El viento que arrasa, 94 min, 2023

## Prix et distinctions
Herencia
- Festival du film d'Amiens, 2001
- meilleur film, Miami Latin Film Festiva, 2002
- vinar del mar film Festival, 2001
- meilleur film, meilleure réalisation, Argentinean Film Critics Association Awards, 2003

- meilleure réalisation et meilleur film de fiction, aux Southern Awards de l'Académie des arts et du cinéma d'Argentine

Las Siamesas
- prix Flow Prize for Argentina Film, 35e Festival international du film de Mar del Plata, 2020[4]
- meilleur film, Festival international du nouveau cinéma latino-américain de La Havane 2019[6].